# Liste der Kulturdenkmäler in Sankt Alban (Pfalz)
In der Liste der Kulturdenkmäler in Sankt Alban sind alle Kulturdenkmäler der rheinland-pfälzischen Ortsgemeinde Sankt Alban aufgeführt. Grundlage ist die Denkmalliste des Landes Rheinland-Pfalz (Stand: 27. November 2018).

## Denkmalzonen
| Bezeichnung                 | Lage                                                                                                 | Baujahr                 | Beschreibung | Bild                           |
| --------------------------- | --- | ----------------------- | --- | ------------------------------ |
| Denkmalzone Ortskern        | Biengarten 1 und 2, Kirchgasse 1–7, Langgasse 7–13, im Osten begrenzt vom ehemaligen Mühlgraben Lage | 17. bis 20. Jahrhundert | Bebauung des 17. bis 19. Jahrhunderts mit gut erhaltenen Wohnhäusern mit Fachwerkobergeschoss, öffentlichen Gebäuden (ehemaliges Schulhaus, ehemaliges falkensteinisches Forsthaus) und der dominierende Baugruppe aus Kirche und Pfarrhaus des frühen 20. Jahrhunderts | Fotos hochladen                |
| Denkmalzone Hengstbacherhof | Hengstbacherhof, Nr. 4–10 und 12 Lage                                                                | 19. Jahrhundert         | sechsteilige Weilersiedlung mit gestaffeltem Scheunenkranz, 19. Jahrhundert | weitere Bilder Fotos hochladen |

## Einzeldenkmäler
| Bezeichnung                 | Lage                        | Baujahr                             | Beschreibung | Bild                           |
| --------------------------- | --------------------------- | ----------------------------------- | --- | ------------------------------ |
| Protestantisches Pfarrhaus  | Biengarten 1 Lage           | 1911                                | Krüppelwalmdachbau, barockisierender Heimatstil, bezeichnet 1911, Architekt Peter Arnold, Rockenhausen                                                                 | Fotos hochladen                |
| Wohnhaus                    | Kirchgasse 1 Lage           | 1685                                | barockes Wohnhaus, teilweise Fachwerk, dendrodatiert 1685 | BW                             |
| Protestantische Pfarrkirche | Kirchgasse 2 Lage           | 1911                                | großer Saalbau, gotisierender Heimatstil, bezeichnet 1911, Architekt Peter Arnold, Rockenhausen; mit Ausstattung; barocker Grabstein; orts- und landschaftsbildprägend | weitere Bilder Fotos hochladen |
| Hofanlage                   | Langgasse 9 Lage            | erstes Viertel des 18. Jahrhunderts | barocker Krüppelwalmdachbau, teilweise Fachwerk, wohl aus dem ersten Viertel des 18. Jahrhunderts, große Wirtschaftsgebäude; straßenbildprägend                        | weitere Bilder Fotos hochladen |
| Lutherisches Schulhaus      | Schulstraße 1 Lage          | 1722                                | ehemaliges Lutherisches Schulhaus mit Lehrerwohnung; barocker Walmdachbau, teilweise Fachwerk, bezeichnet 1722                                                         | weitere Bilder Fotos hochladen |
| Hofanlage                   | Hengstbacherhof, Nr. 5 Lage | 1815                                | Hofanlage; Wohnhaus, teilweise Fachwerk (verputzt), bezeichnet 1815, Scheune bezeichnet 1839 und 1846                                                                  | Fotos hochladen                |
| Hofanlage                   | Hengstbacherhof, Nr. 6 Lage | erste Hälfte des 18. Jahrhunderts   | Wohnhaus, teilweise Fachwerk, bezeichnet 1831, im Kern aus der ersten Hälfte des 18. Jahrhunderts, Backhaus mit Spolie, bezeichnet 1738, Stallflügel bezeichnet 1839   | Fotos hochladen                |